# Феофан (Трофимович)
Феофа́н (в миру Фео́дор Трофимо́вич; ум. ок. 1736) — игумен Мгарского (Лубенского) Спасо-Преображенского монастыря Русской православной церкви, педагог и писатель

.

## Биография
Учился в Киево-Могилянской академии, которую окончил в 1725 году, приняв перед окончанием курса пострижение в монашество с именем Феофан. С 1727 по 1729 год он был учителем КМА в сане иеродиакона, где преподавал поэтику.
В 1729 года был определён архидиаконом кафедрального Киево-Софийского собора и в 1730 году — членом Киевской консистории.
С 22 сентября по 13 декабря 1730 года Феофан Трофимович находился вместе с другими консистористами в городе Москве для допроса по делу киевского митрополита Варлаама (Вонатовича), причем часть этого времени он содержался под арестом. 25 ноября того же года он был отрешён Синодом, в числе других вызванных, от консистории до указу и по возвращении в Киев оставался при одной должности архидиакона до сентября 1733 года, когда был определён игуменом Лубенского Мгарского монастыря.
Был назначен Священным Синодом 13 августа 1731 года в члены следственной комиссии по жалобам на епископа Черниговского Иродиона (Жураковского) и в 1734 году — членом такой же комиссии по жалобам на епископа Белоградского Досифея (Богдановича-Любимского).
С 31 мая 1736 года Святейший Синод назначил его ректором Московской духовной академии и архимандритом Заиконоспасского монастыря, но по причине болезни назначения он не принял. Скончался между ноябрем 1736 года и мартом 1737 года в Мгарском Лубенском монастыре, где и был похоронен.
Будучи учителем пиитики, он составил свой курс по этому предмету, под названием: «Via ingenuos Poeseos candidatos in Bicollem Parnassum etc.». Ему же приписывают составление школьной драмы: «Милость Божия, Украину от неудобь носимых обид лядских чрез Богдана Зиновия Хмельницкого, преславного войск запорожских гетмана, свободившая и дарованными ему над ляхами победами возвеличившая, репрезентованная в училищах Киевских в 1728 году».